# Christopher Schindler
Christopher Wolfgang Georg August Schindler, född 29 april 1990, är en tysk fotbollsspelare som spelar för 1. FC Nürnberg.

## Karriär
Den 29 juni 2016 värvades Schindler av Huddersfield Town, där han skrev på ett treårskontrakt. Schindler blev samtidigt klubbens dittills dyraste värvning. Han debuterade i Championship den 6 augusti 2016 i en 2–1-vinst över Brentford. I juli 2017 förlängde Schindler sitt kontrakt i klubben med tre år.
Den 11 maj 2021 värvades Schindler av 1. FC Nürnberg.